# Giovannino
Giovanninno, es una película italiana de comedia erótica estrenada en 1976, dirigida y coescrita por Paolo Nuzzi y protagonizada en los papeles principales por Christian De Sica, Tina Aumont, Jenny Tamburi y Carole André.
Está basada en la novela homónima de Ercole Patti.

## Sinopsis
Giovannino lleva una vida disoluta consistente en juergas continuas junto con sus amigos en la pensión Donay, el prostíbulo de la ciudad. La familia, desesperada y harta, lo envía a Roma, pero cuando está a punto de caer en las garras de la hija del dueño de la pensión en la que se aloja, el padre va a su rescate, lo lleva a Catania y le obliga a casarse con una rica aristócrata.

## Reparto
- Christian De Sica ... Giovannino Calò
- Tina Aumont ... Nelly
- Jenny Tamburi ... Marcella
- Piero Vida ... Giuseppe Puglisi
- Saro Urzì ... Notario Cali (Padre de Giovanninno)
- Giuliana Calandra
- Miguel Bosé ... Ignazio Leotta
- Sara Rapisarda ... Vincenzina Coturi
- Brizio Montinaro ... Nino Barresi
- Imma Piro ...	Agatina
- Stefania Spugnini
- Bianca Toccafondi
- Franca Tamantini
- Carlo Hintermann
- Maria Zuccaro
- Carole André ... Anna
- Delia Boccardo ... Margherita Pagnol
- María Mercader ... Donna Peppina (Madre de Giovannino)